# Upplands runinskrifter 844
Upplands runinskrifter 844 är en runsten som står på västsidan av huvudvägen mellan Viggeby och Dalby kyrka. Det finns för närvarande ingen informationsskylt vid stenen.

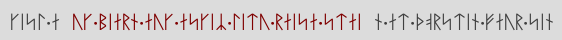
Runslingan på U 844, bara den röda delen finns bevarad.

## Inskriften
Inskriften är inte fullständig bevarad, den undre delen av runstenen saknas. Under 1600-talet var texten fortfarande komplett.
De tre bröderna som nämns på stenen omnämns också på den senare resta stenen U 845 som restes av två av dem till minne av den tredje.

### Inskriften i runor[3]
ᚴᛁᛋᛚ
ᛅ‍ᚢᚴ᛫ᛒᛁᛅᚱᚾ᛫ᛅᚢᚴ᛫ᛅᛋᚴᛁᛦ᛫ᛚᛁᛏᚢ᛫ᚱᛅᛁᛋᛅ᛫ᛋᛏᛅᛁ‍ᚾ (bevarade delen)
ᛅᛏ᛫ᚦᚮᚱᛋᛏᛁᚾ᛫ᚠᛅᚢᚱ᛫ᛋᛁᚾ

### Inskriften i translitterering
kisl
auk biarn auk askiR litu raisa stain (bevarade delen)
at þorstin faþur sin

### Inskriften i översättning
"Gisl
och Björn och Asgir läto resa sten
efter Torsten sin fader."

## Historia
Stenen har ursprungligen funnits vid en bro i Viggeby där den stod kvar i slutet av 1600-talet. Den har även varit oskadad vid den tiden. Senare har stenen använts som tröskel på en gård i Viggeby och flyttats till sin nuvarande plats av Riksantikvarieämbetet 1946.